# Restaurangen Blå porten

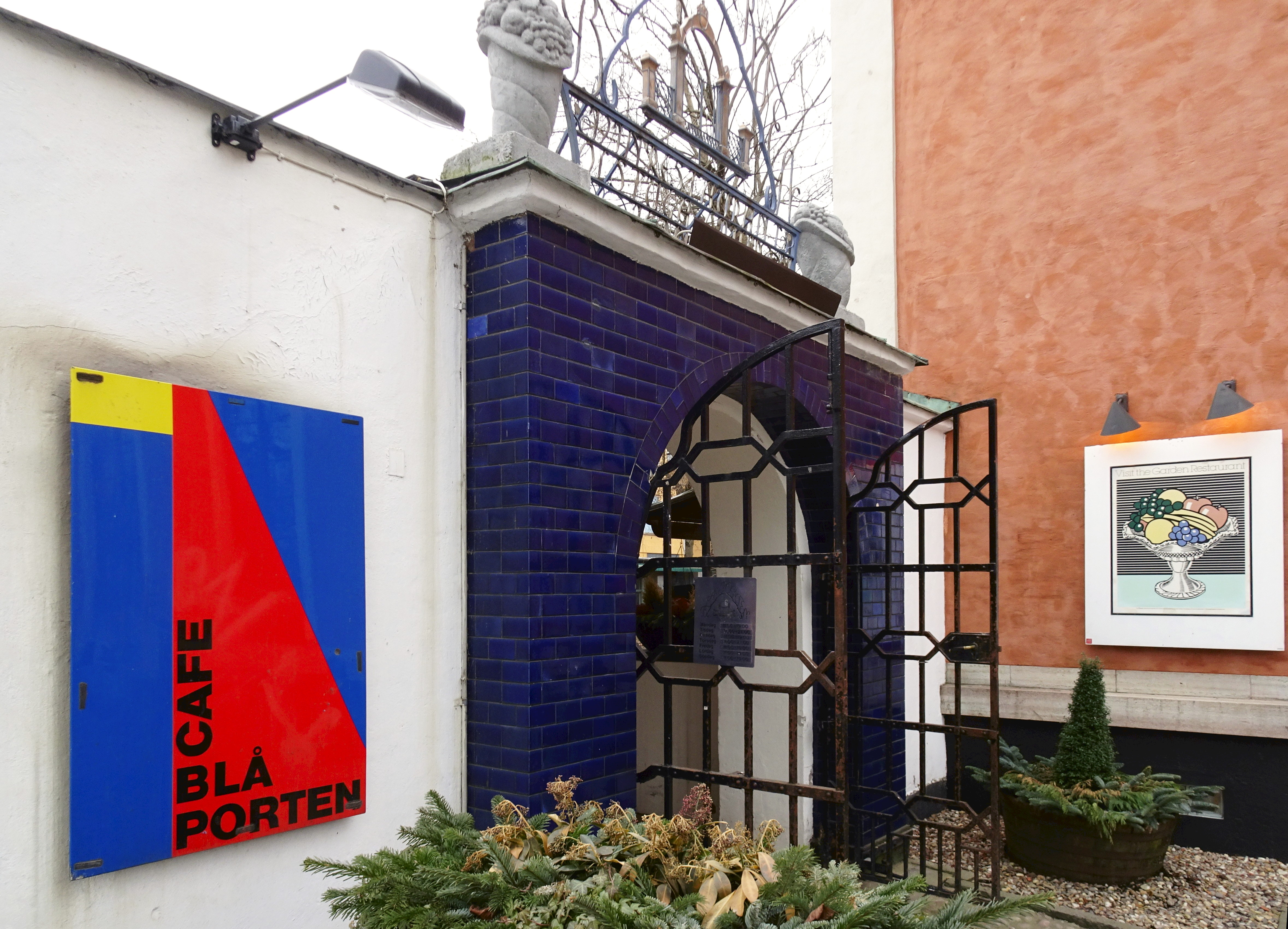
Portalen till "Blå porten", 2016.

Blå porten är en restaurang som ligger i anslutning till Liljevalchs konsthall vid Djurgårdsvägen 64 på Södra Djurgården i Stockholm. Blå porten öppnade 1916 samtidigt med konsthallen, men redan 1692 fanns ett matställe med samma namn som låg i närheten.

## Bakgrund
Föregångaren till dagens restaurang Blå porten var ett värdshus som låg strax söder om Djurgårdsbron och kallades till en början Lusthusporten. Namnet härrör förmodligen från ett av drottning Kristinas många lusthus, som fanns i trakten av Lejonslätten. Här låg även en av entréerna till södra Djurgårdens jaktmarker. Det rörde sig om en blåmålad trägrind, som gick tvärs över dagens Djurgårdsvägen och som 1848 ersattes av en blåmålad gjutjärnsgrind (se Blå porten). Värdshuset Blå porten brann ner i april 1869. På dess plats uppfördes senare Villa Lusthusporten.

## Restaurangen

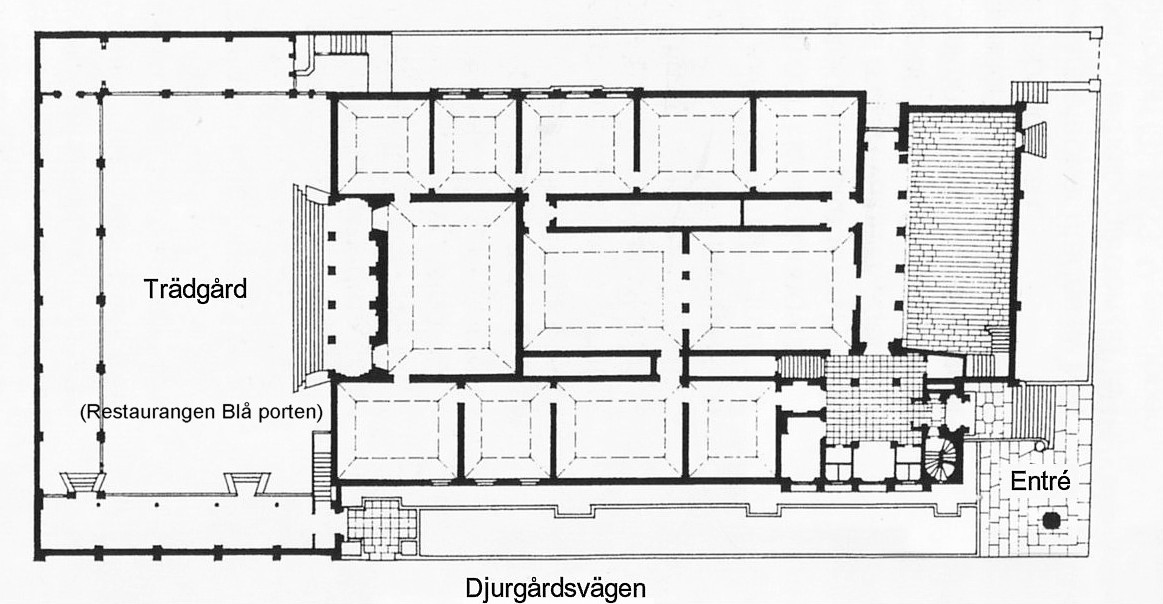
Konsthall och restaurangen, ritning.

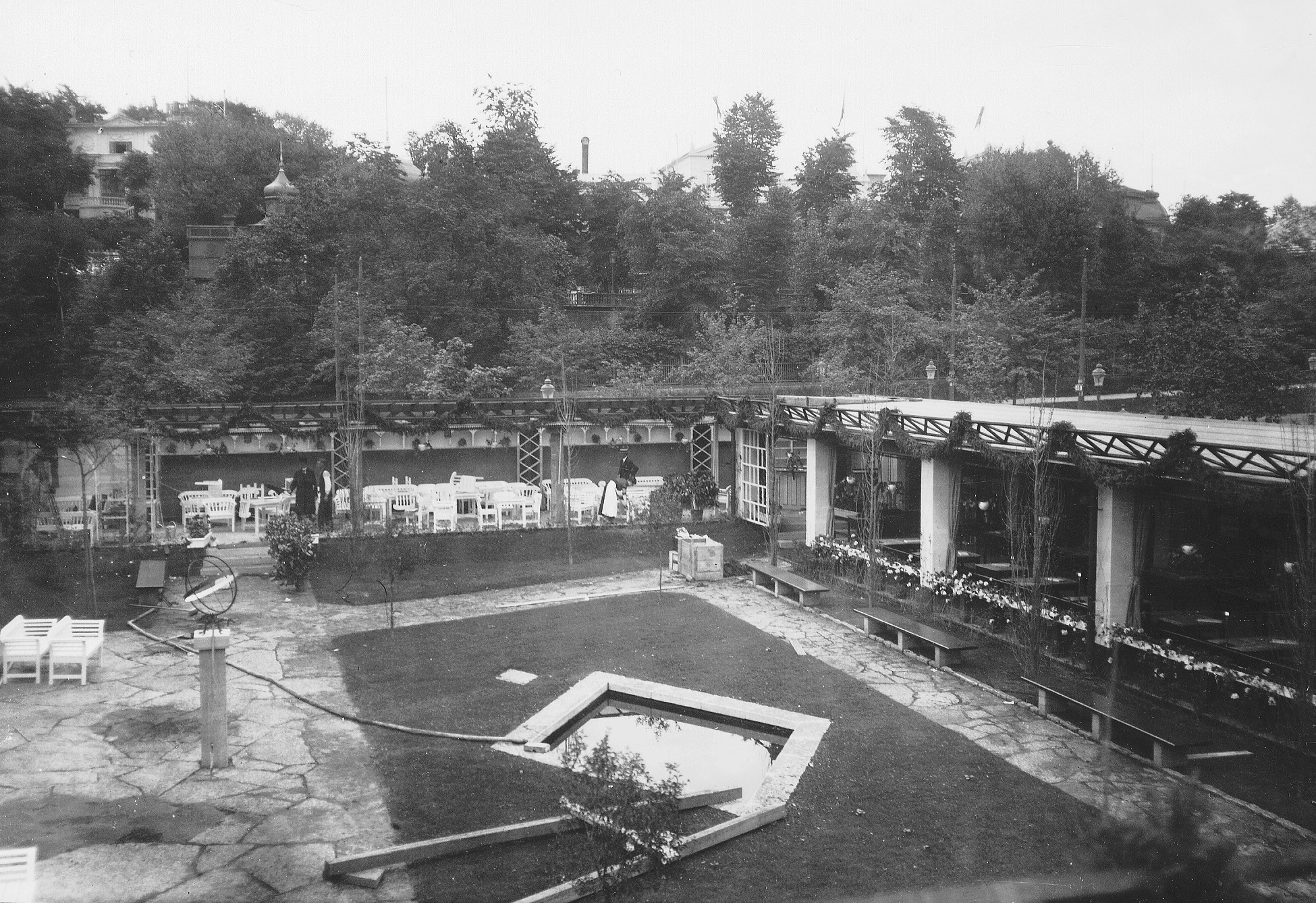
Blå porten vid invigningen 1916.

Det skulle dröja till 1916 då ett nytt matställe med det historiska namnet Blå porten skulle öppna sina dörrar i anslutning till Liljevalchs konsthall. Restaurangen anordnades i den kringbyggda gården norr om konsthallen och hade samma arkitekt som konsthallen, Carl Bergsten. Initiativtagare var restaurang- och hotelldirektören Agnar Meurling som med intryck från Italien skapade en elegant sommarrestaurang med arkader, trädgård, springbrunn, pilar och popplar. Till konceptet hörde arkitektritade möbler, vita dukar och konsertunderhållning. 
Restaurangen Blå porten fick en egen ingång från Djurgårdsvägen 64. Här leder en portal i glaserat marinblå klinker in i trädgården och restaurangen. Portalen är krönt av en smidesskylt som har en miniatyr av Blå porten i centrum och flankeras av fruktfyllda ymnighetshorn i sten. Smidesskylten berättar om vad som erbjuds: Vinrestaurant, Ölstuga, Grillroom och Konditori. Kring trädgården anordnades tre arkader där två är inglasade och har takmålningar av Alf Munthe. Från trädgården når gästerna till konsthallen via en bred fritrappa.
År 1938 sålde Meurling Blå porten till Sveriges Allmänna Restaurangbolag (SARA). Då blev stället lite mer folkligt. Planer på att riva muren mot Djurgårdsvägen fullföljdes inte. 1944 ville Konstnärernas riksorganisation göra Blå Porten till ett konstnärernas kårhus och 1954 fanns förslag på att Blå porten skulle bli en del av konsthallens verksamhet, man befarade konkurrens från det nya Moderna Museet.  Av alla dessa idéer blev det ingenting heller. På 1960-talet startade Blå porten sommarklubben "Le discjockey", som var Stockholms första diskotek där gästerna dansade till LP-skivor. Idag är Blå porten ingen sommarrestaurang längre, man håller öppet alla dagar, hela året.

## Bilder, exteriör

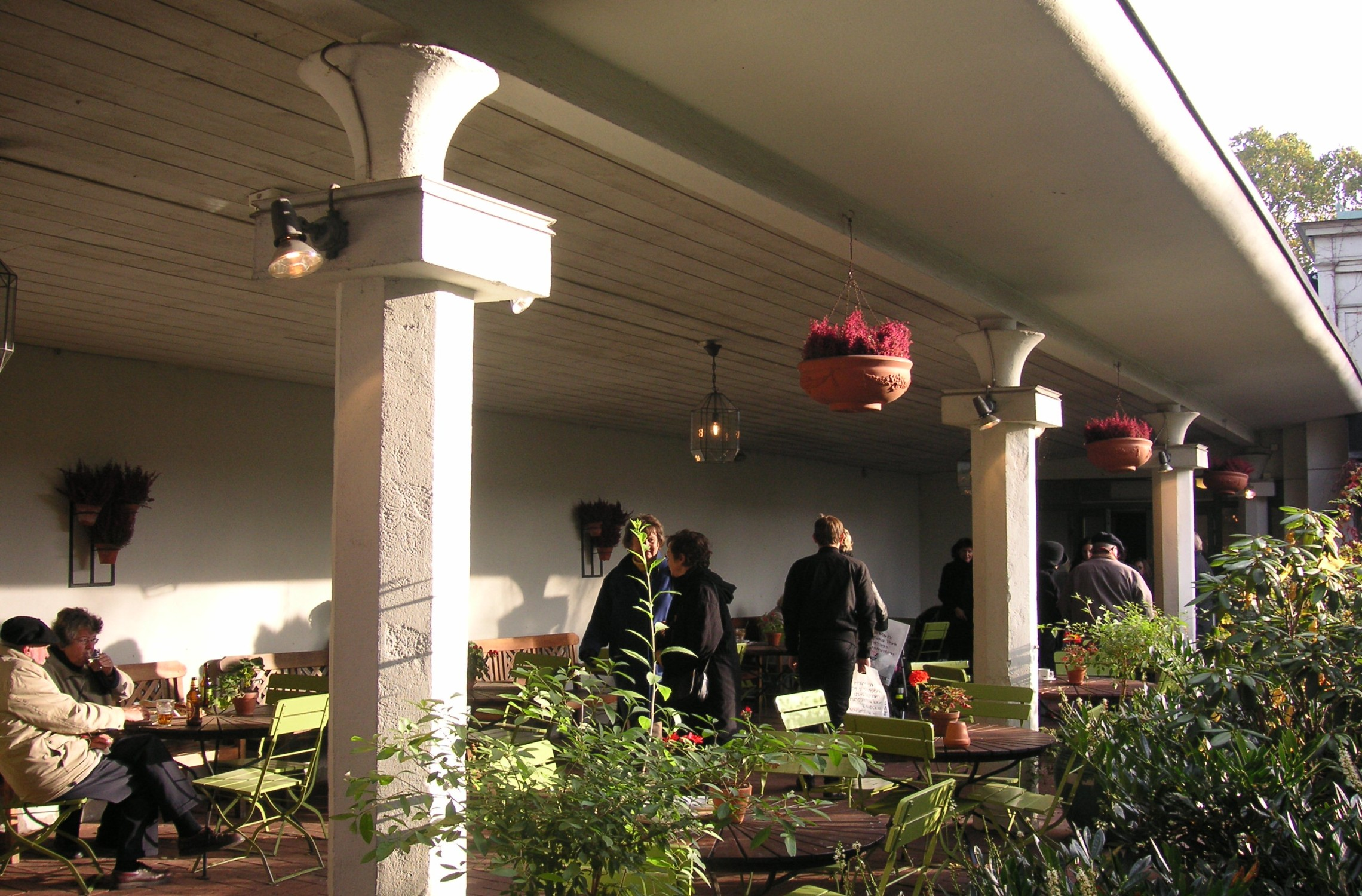
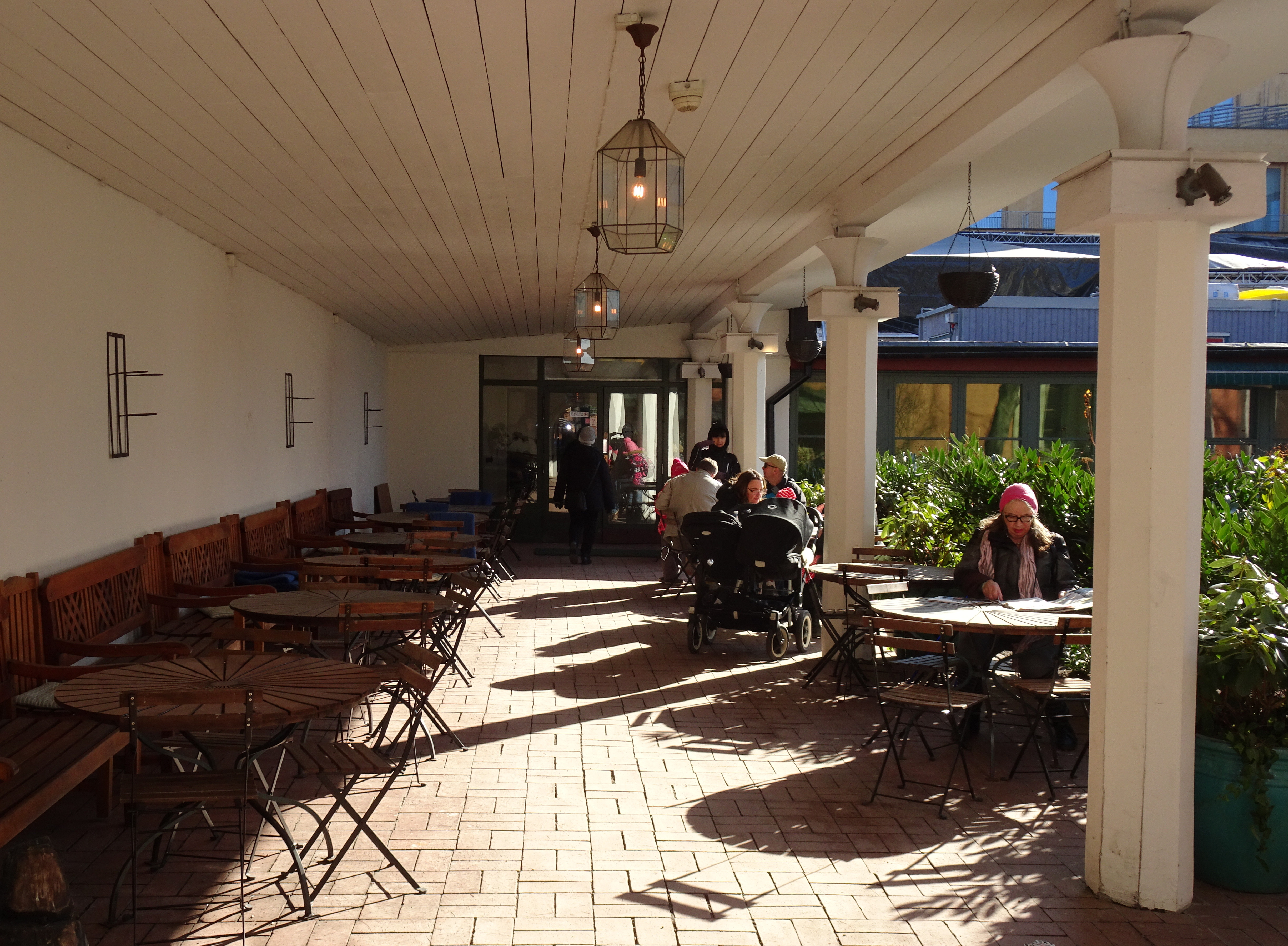
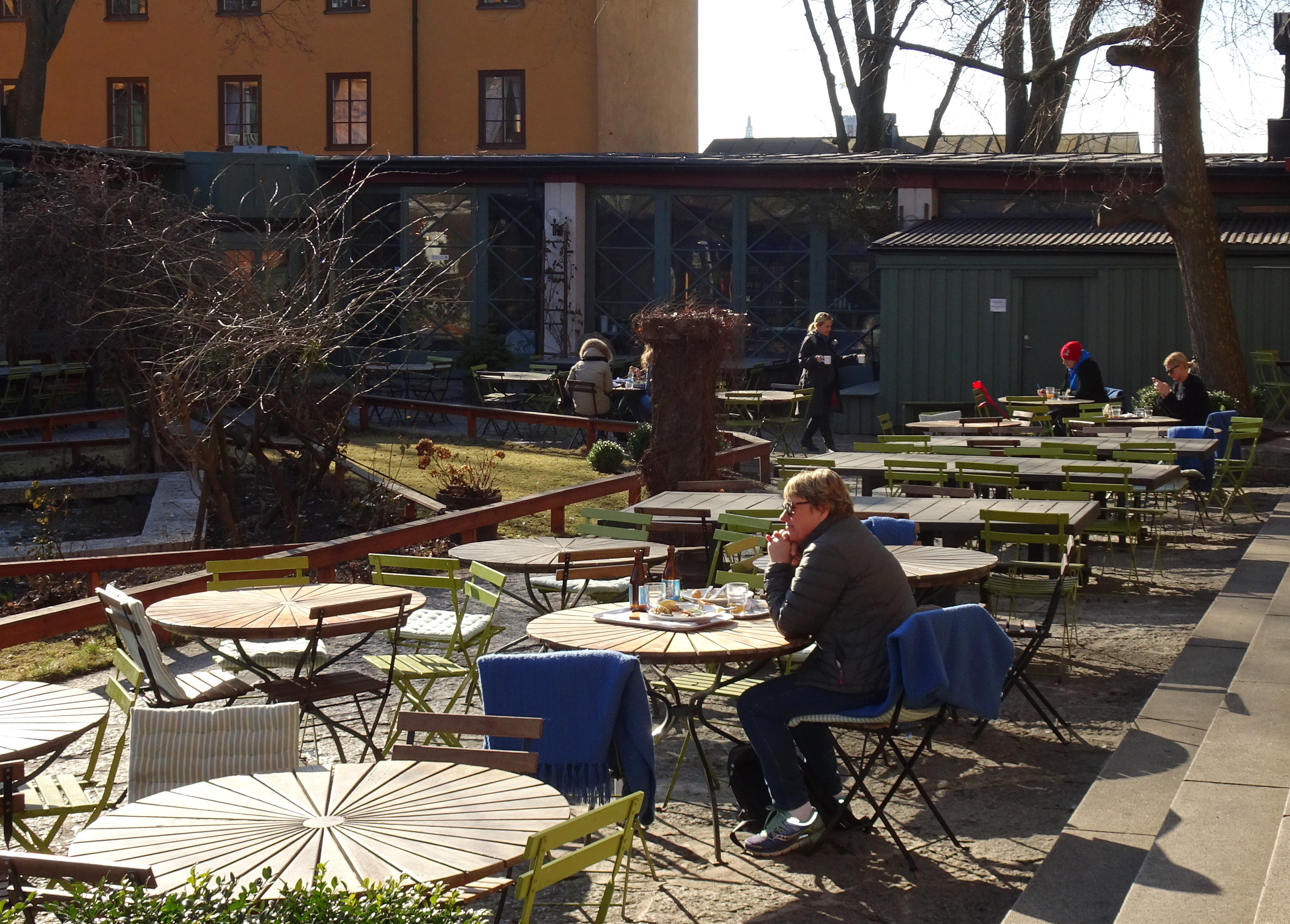
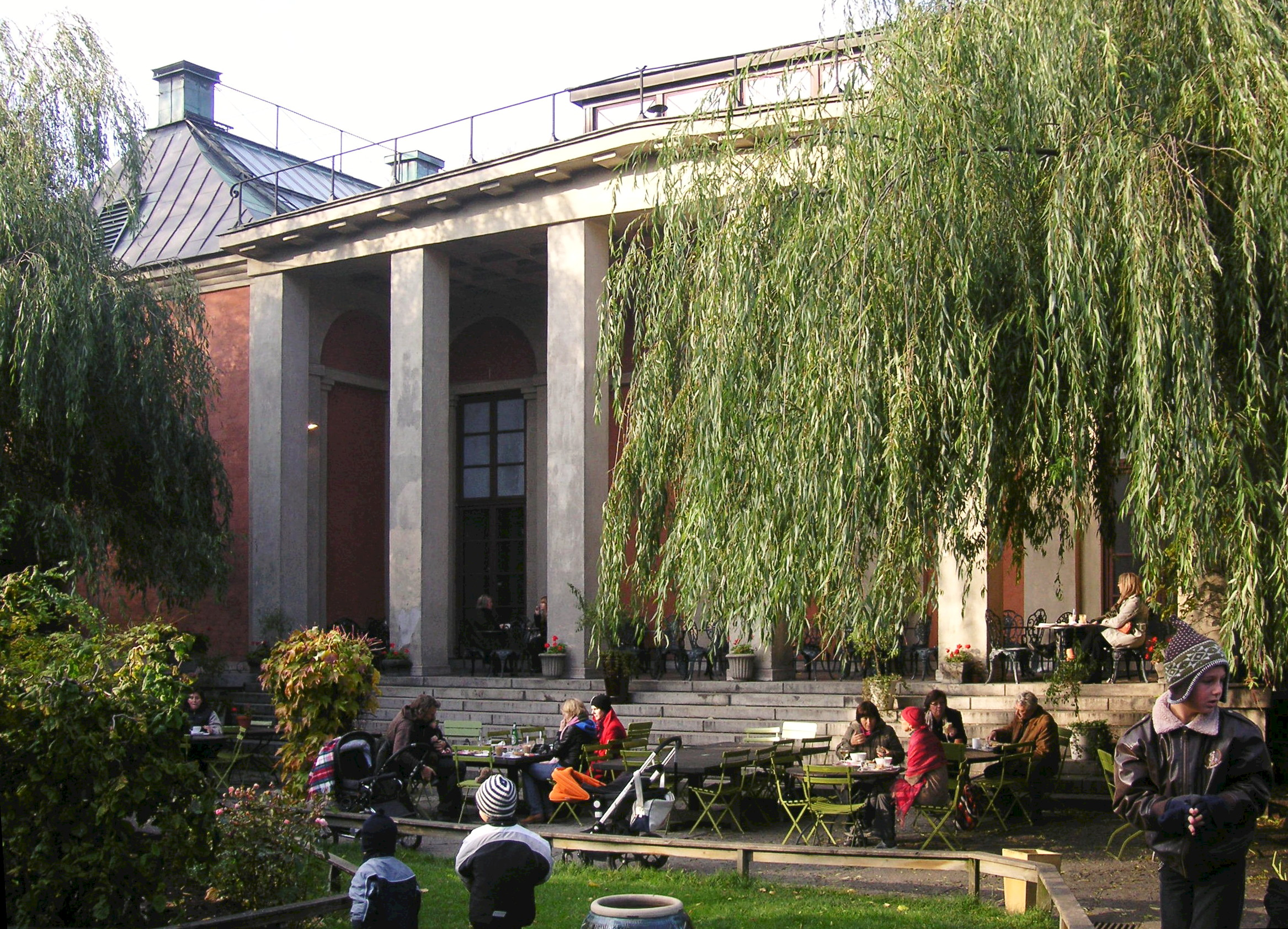

## Bilder, interiör

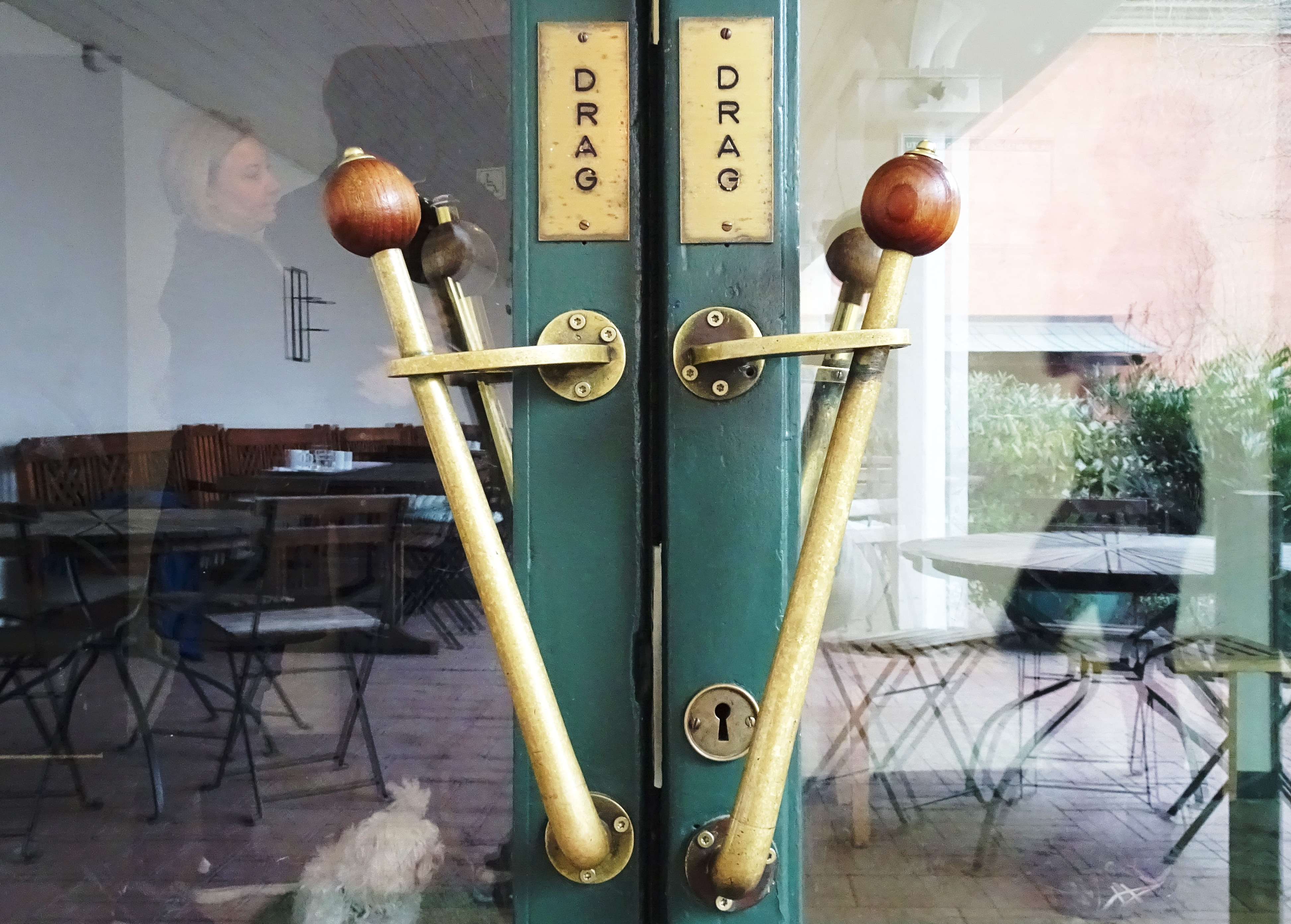
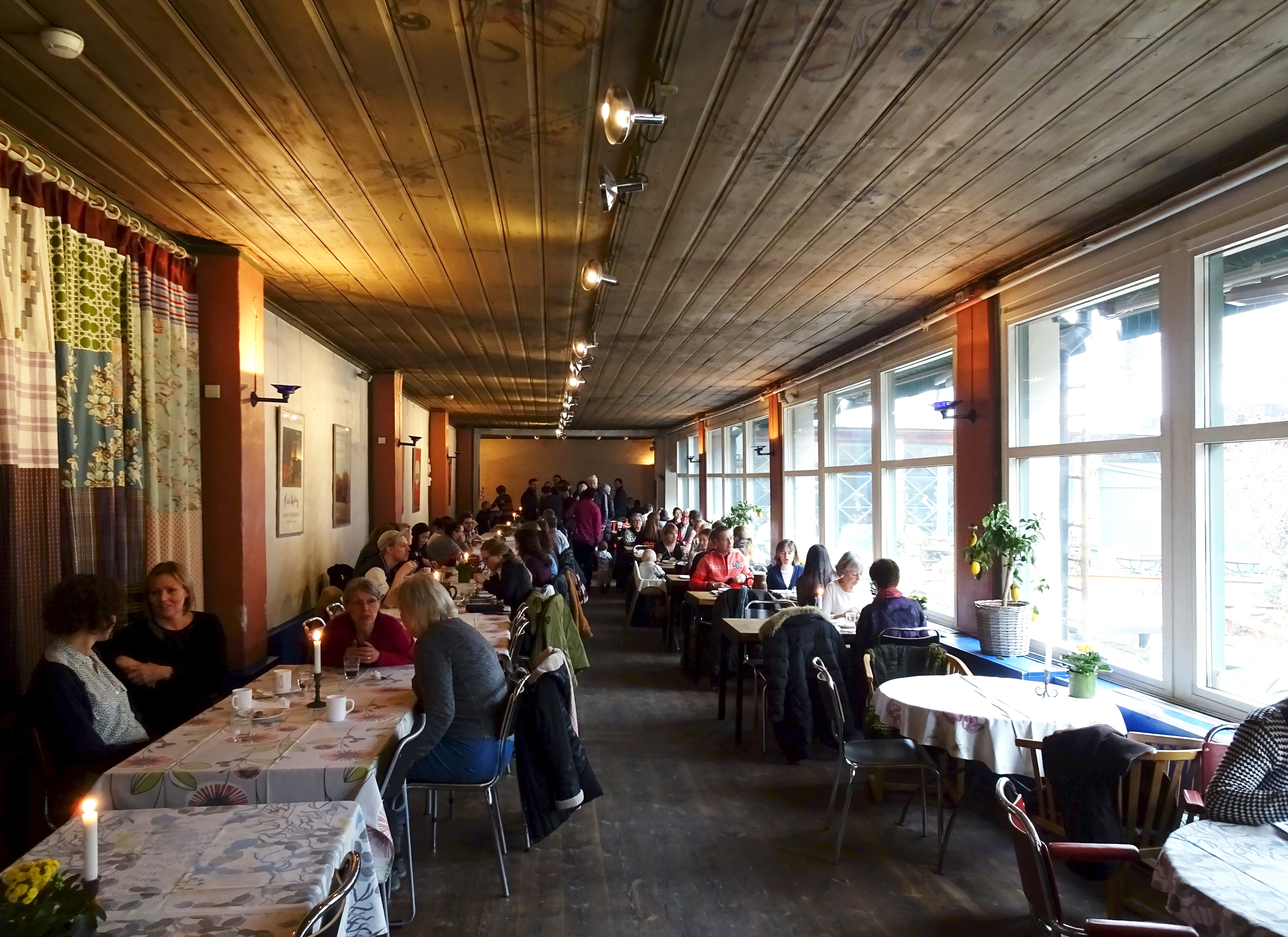
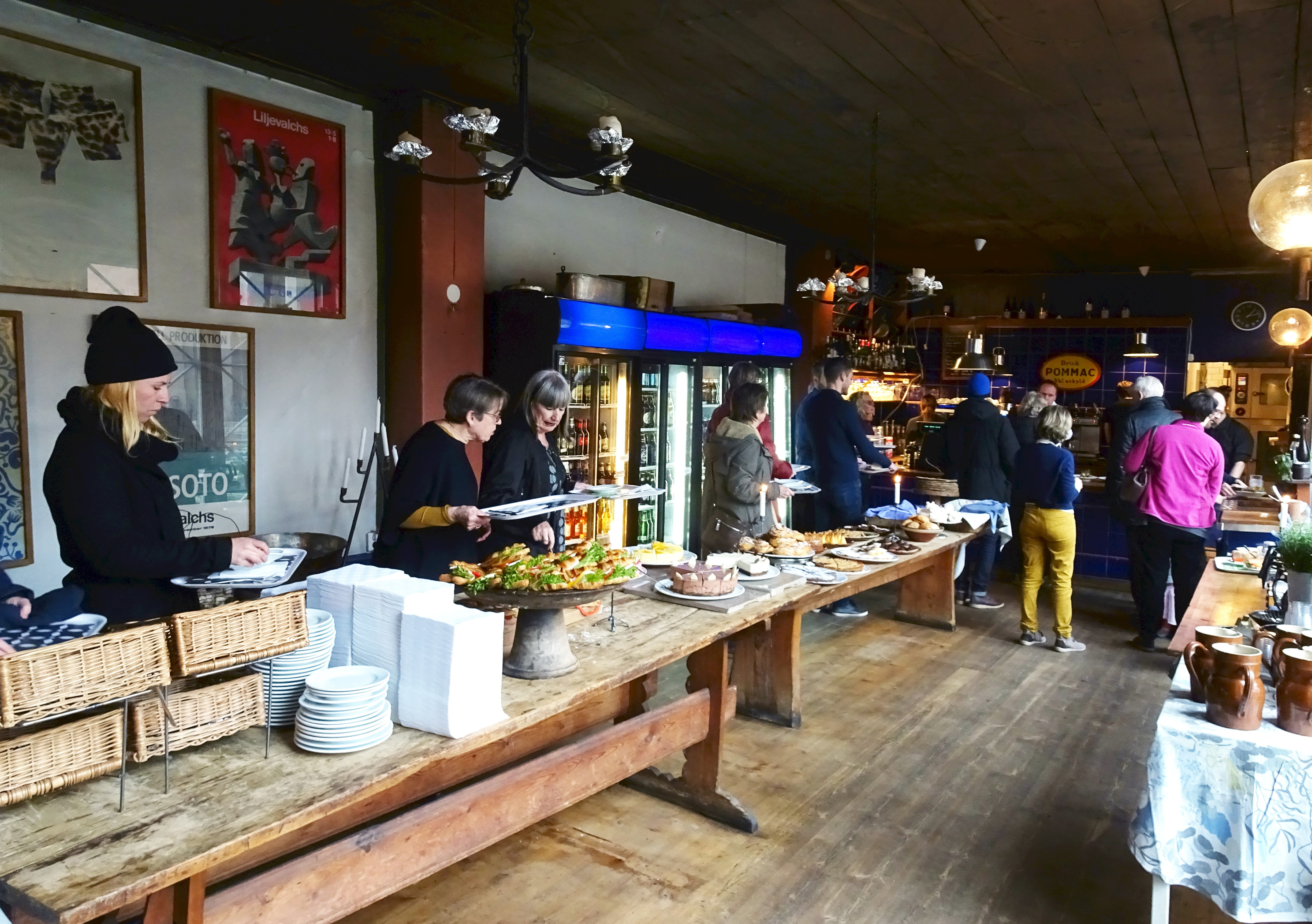
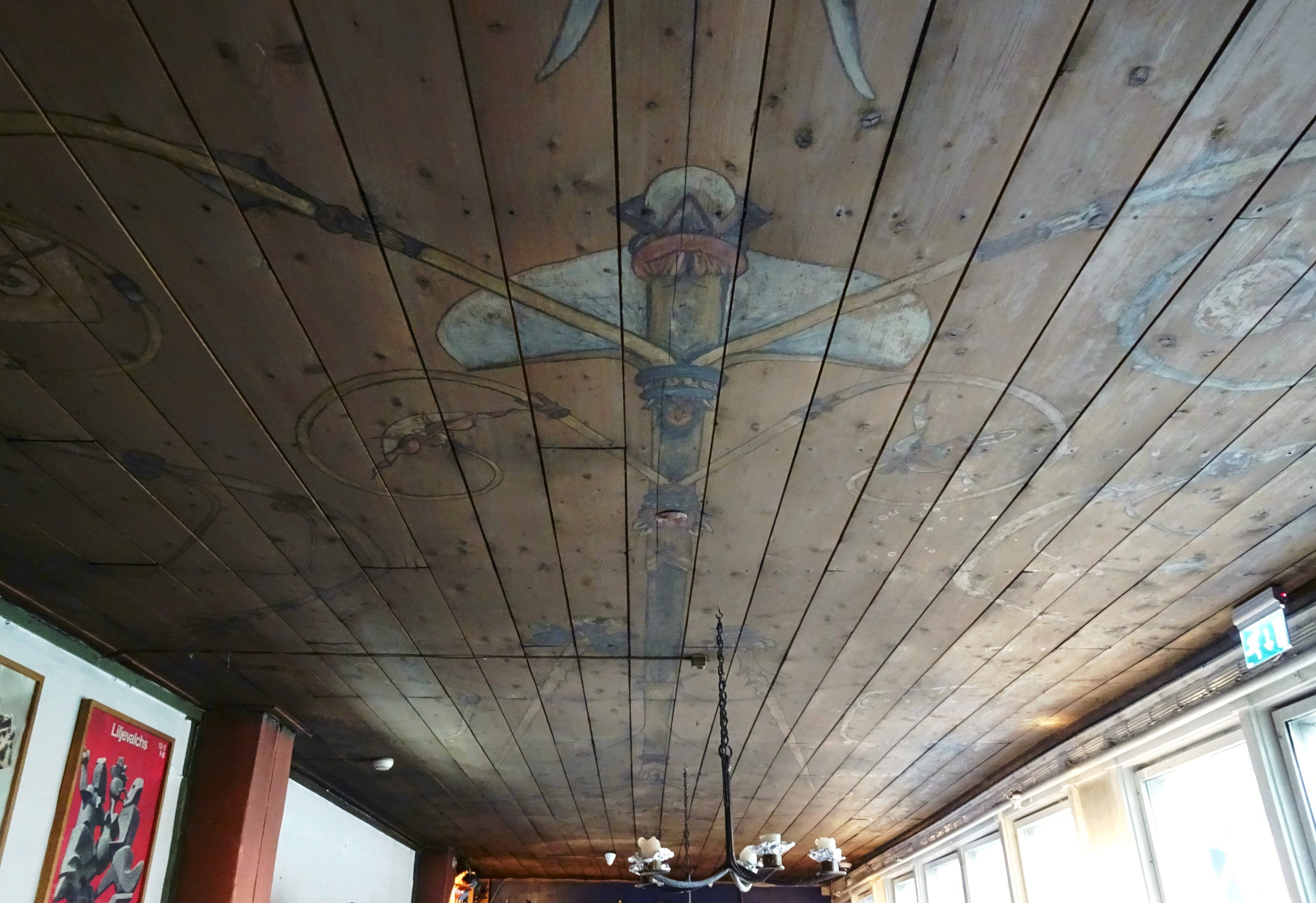